# Вальтер Новотни
Вальтер Новотни (нім. Walter «Nowi» Nowotny; 7 грудня 1920 — 8 листопада 1944) — німецький льотчик-ас часів Другої світової війни.

## Біографія
Народився Вальтер Новотни 7 грудня 1920 року в місті Ґмюнд (Австрія). Молодший із трьох синів у сім'ї залізничного службовця.
Із всіх пілотів-австрійців, що служили в роки Другої світової війни в Люфтваффе він був найвідомішим. За кількістю підтверджених перемог в повітряних боях (258) він знаходиться на п'ятому місці в списку найкращих асів в історії світової авіації.
Австрійські пілоти Люфтваффе поділялись на дві основні групи. В першу входили пілоти, що вже служили в березні 1938 року у ВПС Австрії. Друга група складалась із молодих пілотів, що почали службу після 1938 року, коли Австрія об'єдналась з Німеччиною.
Саме до останньої належав вісімнадцятирічний Вальтер Новотни. Він записався добровольцем в Люфтваффе через чотири тижні після початку Другої світової війни. Вальтер хотів стати пілотом пікіруючого бомбардувальника Stuka, але досвідчений пілот-інструктор розпізнав в юнакові унікальний талант винищувача. За його рекомендацією Новотни направили у відповідну авіашколу.

### Навчання
Першим місцем служби новоспеченого пілота-винищувача була навчальна частина, розміщена в Мерсебурзі. Але тут Новотни затримався ненадовго. Через два тижні (1 грудня 1940) його перевели в 54-ту винищувальну ескадру. Цей підрозділ, відоме «Зелене серце», став на наступні три роки для Новотни рідним домом. Саме там він з невідомого пілота перетворився в одного з найуславленіших асів Люфтваффе.
Спочатку його направили у власне навчальне крило 54-ї ескадри, де новачків готували до подальшої служби. В програму навчання входили «дитячі» польоти над тихими секторами вдалині від основних бойових дій. Наприклад, після німецького вторгнення в СРСР ескадрилья Новотни патрулювала Балтійське узбережжя, в той час як основні сили ескадри активно підтримували просування наземних військ до Ленінграда.

### Перші перемоги
Саме під час одного з таких патрульних польотів 19 липня 1941 року лейтенант Новотни відкрив рахунок своїм перемогам. В той день він збив одразу три біплани І-153. Але при цьому і сам пілот виконав вимушену посадку на воду. Він три доби провів у надувній рятувальній шлюпці, доки, ледве живий не вибрався на естонський берег.
Як і більшість військових пілотів, Новотни був забобонним. Він завжди вилітав на бойові завдання в одних і тих же штанях, в котрих провів три дні в відкритому морі, скоро ці штани отримали таку ж славу, як і сам Новотни.
Протягом наступних 12-ти місяців рахунок здобутих ним перемог поступово збільшувався. Він перевалив за півсотню, коли 2 серпня 1942 року Новотни збив одразу сім літаків ворога. За це винищувач був нагороджений Лицарським хрестом. В березні того ж року крило розформували, і Вальтер Новотни став пілотом воюючої на Ленінградському фронті 1-ї групи 54-ї винищувальної ескадри.
25 жовтня 1942 року Новотни призначили командиром 1-ї ескадрильї І./JG 54. На початку 1943 року «Зелені серця» пересіли з Bf 109 на новий винищувач Fw 190. Саме на обладнаному радіальним двигуном Focke-Wulf Новотни досяг найвизначніших успіхів. Беспрецедентну серію перемог він відкрив 5 червня 1943 року, коли збив сотий літак ворога.
Новотни літав з трьома постійними партнерами. Про його квартет розповідали легенди. Поява Новотни в повітрі означала майже неминучу смерть ворога.
Незабаром пілот став командиром 1-ї групи JG 54 і всього за чотири місяці додав на свій рахунок ще 150 перемог. Першим з німецьких пілотів він отримав 250 перемог. 23 вересня 1943 року Новотни з рук Гітлера отримав Дубове листя (за 189 перемог) і Мечі (за 218 перемог) до Лицарського Хреста.
Після цього начальство вирішило, що життя гауптмана Новотни надто цінне, щоб ризикувати, і відправило його керувати навчальним підрозділом на південний захід Франції. Сім місяців (з лютого по вересень 1944 року) пілот провів у тихому місці біля підніжжя Піренеїв.
Але ситуація на фронті швидко погіршилася, і 20 вересня 1944 року Новотни направили в спеціальну команду, що складалася з двох ескадрилей, озброєних небувалими літаками — реактивними винищувачами Messerschmitt Me 262. Однак ситуація в небі над Німеччиною була зовсім іншою, ніж рік тому над Росією. Пілоти-союзники навчилися воювати.

### Останній політ
Під час свого першого бойового вильоту майор Вальтер Новотни отримав завдання перехопити в умовах низької хмарності з'єднання американських бомбардувальників В-24 Liberator. Обставини бою так і залишились незрозумілими, на землі лиш чули кулеметні постріли, а по радіо був отриманий сигнал про загоряння двигуна. Після цього всі побачили круто пікуючий літак Новотни. Він упав за п'ять кілометрів від міста Ахмер. Пілот помер.

## Нагороди
- Нагрудний знак пілота
- Залізний хрест 2-го і 1-го класу
- Почесний Кубок Люфтваффе
- Медаль «За зимову кампанію на Сході 1941/42»
- Авіаційна планка винищувача в золоті з планкою «400»
- Орден Хреста Свободи 1-го класу з мечами (Фінляндія)
- Почесний знак фінських ВПС
- Нагрудний знак «За поранення» в чорному
- Золотий почесний знак Гітлер'югенду
- Німецький хрест в золоті (21 серпня 1942)
- 6 разів відзначений у Вермахтберіхт
- Комбінований Знак Пілот-Спостерігач в золоті з діамантами
- Почесне кільце міста Відня (січень 1944) — нагороджений Гансом Блашке.
- Лицарський хрест Залізного хреста з дубовим листям, мечами і діамантами
  - Лицарський хрест (4 вересня 1942)
  - Дубове листя (№293; 5 вересня 1943)
  - Мечі (№37; 22 вересня 1943)
  - Діаманти (№8; 19 жовтня 1943)

## Галерея

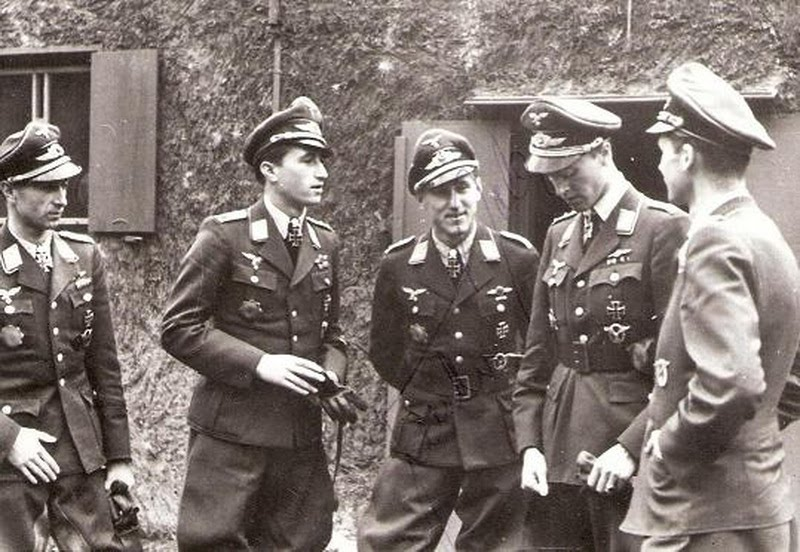
Зліва направо: Гартманн Грассер, Новотни, Гюнтер Ралль, принц Генріх цу Зайн-Віттгенштайн і Ніколаус фон Белов (Растенбург; 22 вересня 1943).
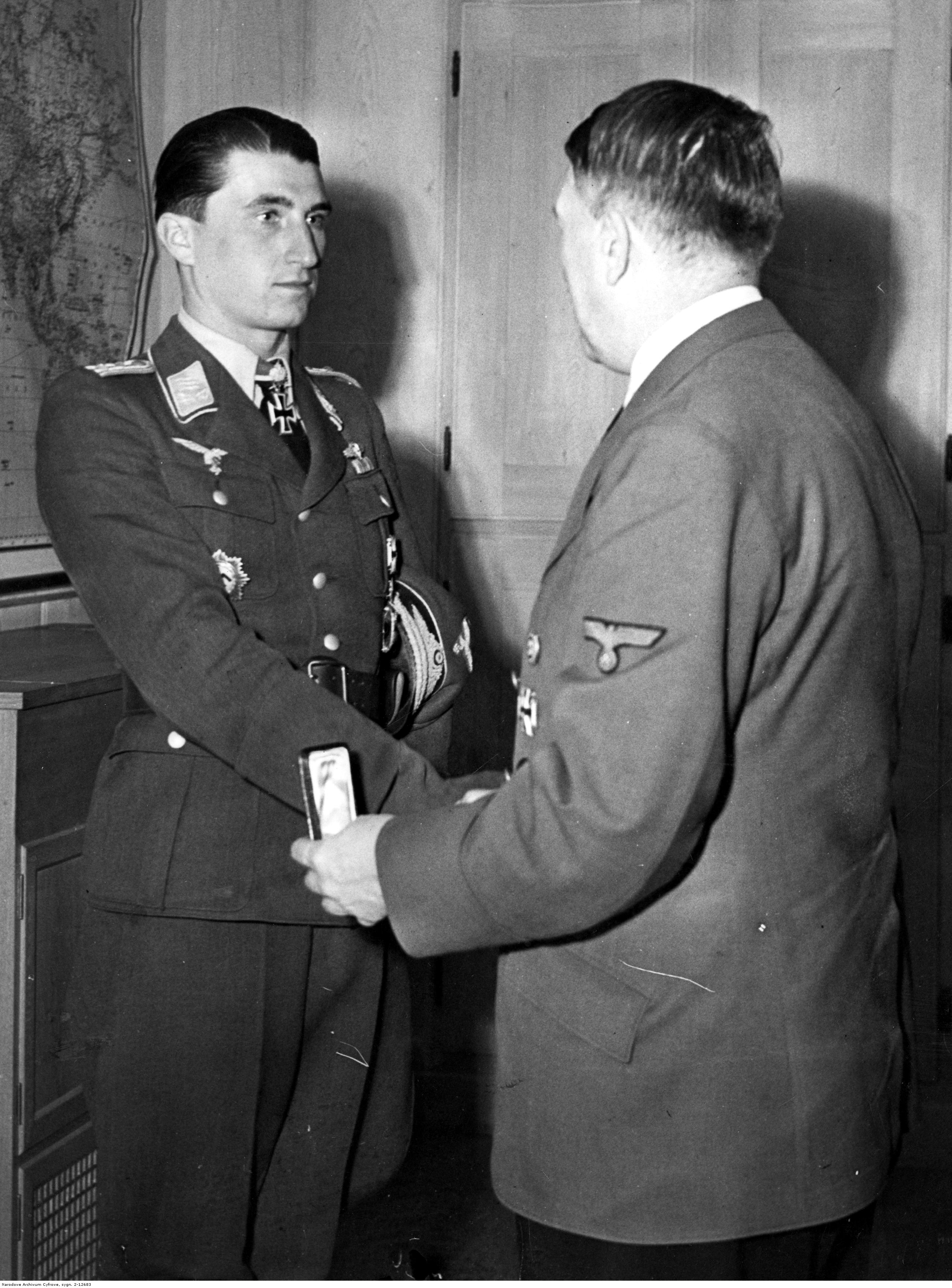
Адольф Гітлер вручає Новотни діаманти до Лицарського хреста (19 жовтня 1943).